# Pyrocoelia pekinensis
Pyrocoelia pekinensis is een keversoort uit de familie glimwormen (Lampyridae). De wetenschappelijke naam van de soort is voor het eerst geldig gepubliceerd in 1880 door Gorham.